# ʿAbd Rabbih Manṣūr Hādī
Il maresciallo di campo ʿAbd Rabbih Manṣūr Hādī (in arabo عبد ربه منصور هادي‎?; Governatorato di Abyan, 1º settembre 1945) è un generale e politico yemenita, presidente dello Yemen dal 27 febbraio 2012 al 7 aprile 2022.
Appartiene alla religione islamica sunnita, corrente maggioritaria nello Yemen, ed è sostenuto da Stati Uniti, Unione Europea e dalla maggioranza dei Paesi del Medio Oriente.

## Biografia
Nato nel 1945 nel governatorato di Abyan, all'epoca protettorato britannico di Aden, ha intrapreso la accademia militare nella Federazione dell'Arabia Meridionale laureandosi nel 1964.
Precedentemente vicepresidente dal 1994 al 2012. Dal 4 giugno al 23 settembre 2011 è stato presidente ad interim, mentre ʿAlī ʿAbd Allāh Ṣāleḥ era ricoverato per cure mediche in Arabia Saudita, a seguito di un attentato al palazzo presidenziale nel corso della rivolta yemenita del 2011.
Il feldmaresciallo (mushīr) ʿAbd Rabbih Manṣūr Hādī assume di nuovo l'interim presidenziale il 23 novembre 2011, in accordo col "Piano di Riyāḍ". Ṣāliḥ resta Presidente onorario fino alle elezioni presidenziali in Yemen del 2012.
Il 21 febbraio 2012, unico candidato nelle prime elezioni a suffragio universale della storia dello Yemen, è eletto presidente della Repubblica col 99,8 % dei voti, in un'elezione che aveva visto la partecipazione del 65 % degli aventi diritto, per un mandato provvisorio di due anni.
L'11 settembre 2012, decide di allontanare diversi alti funzionari dei servizi di sicurezza, ritenuti troppo leali al vecchio capo dello Stato, ʿAlī ʿAbd Allāh Ṣāliḥ.
Il 20 gennaio 2015 una rivolta condotta dagli zayditi Ḥūthī lo costringe alle dimissioni dopo un riuscito assalto al Palazzo Presidenziale di Ṣanʿāʾ. In seguito al colpo di stato il parlamento è stato sciolto e le milizie dei ribelli houthi hanno preso il controllo del governo. Da allora non ha potuto lasciare la sua residenza a Ṣanʿāʾ fino al 20 febbraio 2015 quando è stato liberato e si è trasferito ad Aden. In questo periodo i documenti delle Nazioni Unite hanno continuato a chiamare Hadi "presidente".
Da allora ha rivendicato la presidenza, affermando l'illegittimità delle proprie dimissioni. Il 6 marzo 2015 ha proclamato Aden nuova capitale del Paese ma la sua dichiarazione ha solamente valore politico, in quanto per cambiare la capitale serve una revisione della costituzione che attribuisce questo ruolo a Sana'a, città sotto il controllo dei ribelli sciiti Ḥūthi.
Il 7 aprile 2022 ha rassegnato le dimissioni cedendo i suoi poteri a un organo di presidenza collettiva nell'ambito dei negoziati volti a porre fine alla guerra civile.